# Тино ди Камаино
Тино ди Камаино (итал. Tino di Camaino; Ок. 1285, Сиена — ок. 1337, Неаполь) — скульптор итальянского проторенессанса. Работал в Сиене, Пизе, Неаполе.

## Биография и творчество
Сын Камаино ди Крешентино (Camaino di Crescentino), сиенского архитектора, Тино был учеником Джованни Пизано, помогал ему в выполнении рельефов для фасада Сиенского собора. Он последовал за своим учителем в Пизу, где в 1311 году был назначен главным строителем Собора. В этот период он выполнил надгробный памятник Генриху VII (1315).
В 1315 году Тино ди Камаино пришлось вернуться в Сиену из-за того, что он был вовлечён в борьбу гвельфов против пизанцев. Он оставался там до 1320 года. С 1323 года работал в Неаполе на службе у Роберта Анжуйского, где создал многие надгробные памятники. В 1323 году выполнил монументальную гробницу Екатерины Австрийской (первой) в церкви Сан-Лоренцо-Маджоре; около 1325 года — венгерской королевы Марии в церкви Санта-Мария-Донна-Реджина. Для церкви Санта-Кьяра в последние годы жизни он построил гробницы Карло ди Калабрия и Марии ди Валуа.
С именем Тино ди Камаино связано сложение нового типа надгробного монумента, получившего широкое распространение в Италии в XIV—XV веках. Самой значительной его работой было грандиозное надгробие императора Генриха VII в Пизе (1315), сохранившиеся фрагменты которого ныне находятся в пизанском соборе и Кампо-Санто. Главным композиционным акцентом этого монумента была статуя восседавшего на троне императора и фигуры стоящих по обе стороны от него придворных. Стиль Тино ди Камаино более архаичен, чем стиль его современников Джованни Пизано и Арнольфо ди Камбио, но его отличают пластическая мощь и экспрессия. Одной из самых значительных работ мастера наряду с этим монументом является хорошо сохранившееся надгробие кардинала Петрони в соборе Сиены (1318).